# فلوريناز
فلوريناز (fluorinase، كما يعرف بالاسم أدينوسيل-فلوريد سينثاز) هو إنزيم يقوم بتحفيز التفاعل بين أيون الفلوريد والعامل المرافق S-أدينوسيل ميثيونين ليعطي ميثيونين و 5'-فلورو-5'-ديوكسي أدينوسين، وهو أول ناتج من طريق الاصطناع الحيوي الفلوري الاستقلابي.
عزل إنزيم فلوريناز من بكتريا موجودة في التربة اسمها Streptomyces cattleya، على الرغم من التمكن من تمييز إنزيمات مشابهة ومناظرة في عدد من الأنواع البكتيرية الأخرى، بما فيها Streptomyces و Nocardia brasiliensis و Actinoplanes.
يعد إنزيم الفلوريناز الإنزيم الوحيد القادر على تحفيز تفاعل تشكيل رابطة بين ذرتي فلور وكربون، وهي الرابطة الأقوى في الكيمياء العضوية.

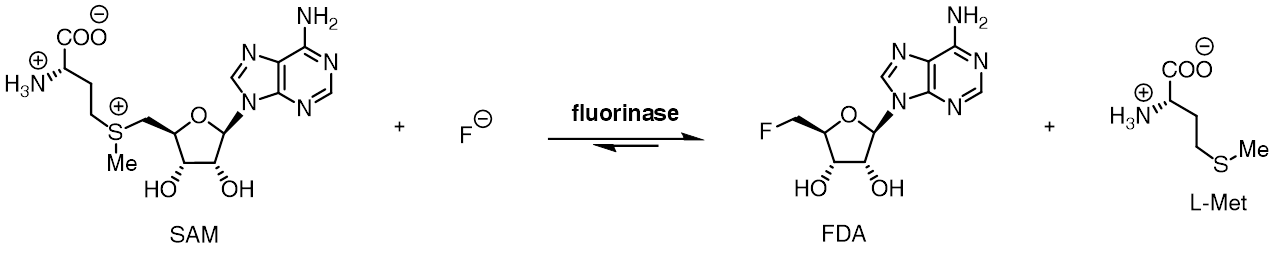
تفاعل أيون الفلوريد مع S-أدينوسيل الميثيونين بأثر تحفيزي من إنزيم فلوريناز.

## اقرأ أيضاً
- إنزيم
- فلور